# Емельянов, Игорь Георгиевич
Игорь Георгиевич Емельянов (укр.  Ігор Георгійович Ємельянов; род. 4 декабря 1947 года, Киев) — советский и украинский биолог, эколог. Доктор биологических наук (1995), профессор (1999), академик НАН Украины (2018). Лауреат Государственной премии Украины в области науки и техники за цикл научных трудов «Научные основы сохранения и восстановления биотического и ландшафтного разнообразия в условиях изменений окружающей среды» (2015, в составе коллектива). Заслуженный деятель науки и техники Украины (2017).

## Биография
Родился 4 декабря 1947 года в Киеве.
В 1970 году окончил Киевский университет. С 1981 года — заведующий отделом популяционной экологии и биогеографии Института зоологии НАН Украины, одновременно в 1987—1993 годах — заместитель директора по научной работе; по совместительству с 2001 года — профессор Национального университета «Киево-Могилянская академия», с 2004 года  — Киевского национального университета. С 2008 года — директор Национального научно-природоведческого музея НАН Украины. С 2004 года — заместитель академика-секретаря Отделения общей биологии НАН Украины.
Автор более 200 научных работ. Исследования посвящены популяционной экологии, биологии животных, экосистемной экологии, охране природы. Сделал ряд обобщений относительно характера адаптации животных к условиям существования, механизмов, лежащих в основе популяционной динамики. Предложил понятия «минимального» и «критического» уровней многообразия биосистем. Определил биологические факторы максимального многообразия на различных ступенях организации живого. Выяснил роль разнообразия в поддержании экологического равновесия экосистем, предложил принцип «альтернативного разнообразия», который лежит в основе функциональной устойчивости и эволюции экосистем. Разработал методику определения сложности биотических группировок и алгоритм выявления территорий, перспективных для создания ООПТ. Обосновал общие подходы стратегии природопользования.